# 씨비스킷
《씨비스킷》(영어: Seabiscuit)은 미국에서 제작된 게리 로스 감독의 2003년 역사 스포츠 드라마 영화이다. 이 영화는 서러브레드 경주마 시비스킷의 생애에 어느 정도 기반을 두고 있다. 토비 매과이어, 제프 브리지스, 크리스 쿠퍼, 엘리자베스 뱅크스 등이 출연하였고, 캐슬린 케네디 등이 제작에 참여하였다.
2004년 제76회 아카데미상에서 작품상을 비롯하여 7개 부문에 후보로 올랐다.

## 줄거리
20세기 초 미국이 자동차 시대에 진입한 시기. 샌프란시스코에 자전거 가게를 차린 찰스 S. 하워드는 곧 자동차를 판매하며 캘리포니아 최대 자동차 매매인이자 베이 에어리어 최고 부자가 된다. 한편 캐나다인 소년 존 “레드” 폴러드는 대공황 여파로 집안이 경제적 궁핍을 겪으면서 한 조교사와 살게 된다.
폴러드는 기수가 되지만 아마추어 권투 시합을 하다가 한쪽 눈이 먼다. 찰스는 집을 비운 사이 어린 아들이 멋대로 차를 몰다가 사고로 사망하면서 아내와 멕시코에서 이혼하고, 그 사이 폴러드는 기수로 성공하려고 고생한다.
하워드는 마셀라 저발라를 만나 재혼하고, 경주마용 마구간을 산 뒤 떠돌이 말 사육가 톰 스미스를 조교사로 고용한다. 스미스의 강한 권유로 하워드는 위대한 서러브레드 경주마 매너워의 손자이지만 작고 게으른 데다가 다루기 어려운 망아지 시비스킷을 산다. 스미스는 폴러드에게서 시비스킷과 비슷한 기질을 발견하고 그를 시비스킷의 기수로 채용한다.
스미스의 혁신적인 훈련 하에서 시비스킷은 서해안에서 가장 성공한 경주마로 거듭나고, 대중에 언더도그 영웅으로 알려진다. 하워드는 트리플 크라운을 달성한 동해안 챔피언 경주마 워 애드머럴의 마주인 새뮤얼 D. 리들에게 도전장을 내지만 무시를 당한다.
샌타 애니타 핸디캡 경주에서 시비스킷은 초반 선두를 달리지만 폴러드가 바깥에서 치고 나오는 다른 말을 보지 못해 간발의 차로 지고, 폴러드는 시력 문제를 고백한다. 그러나 하워드는 폴러드를 그대로 시비스킷의 기수로 두고, 워 애드머럴과의 대결이 성사될 수 있도록 대중의 지지를 호소한다. 리들은 출발대 대신 밧줄과 종을 쓰는 조건으로 대결을 수락한다.
대결 전 폴러드는 승마 사고로 다리가 골절되고, 다시는 걷지 못할 수도 있다는 진단을 받는다. 폴러드는 자신의 대타로 친구 조지 울프를 추천하고 시비스킷을 다루는 법을 전수한다. 이 “세기의 경마”는 매진이 되고, 4천만 명이 라디오 중계를 듣는 가운데 시비스킷이 4 마신 차이로 워 애드머럴을 이긴다.
몇 달 후 하워드는 시비스킷을 다시 샌타 애니타 핸디캡에 내보내기로 한다. 하워드는 여전히 회복 중인 폴러드가 아예 다리 불구가 될까 봐 기수로 쓰길 주저하지만 울프와 마셀라의 설득에 넘어간다. 직접 고안한 부목을 착용한 폴러드는 경기장에서 울프 역시 출전한 것을 발견한다. 시비스킷이 뒤처지자 울프가 가까이 다가와 격려하고, 용기를 얻은 시비스킷은 앞으로 박차고 나와 우승을 거머쥔다.

## 출연진
- 토비 매과이어 - 존 “레드” 폴러드 역
  - 마이클 앵거라노 - 어린 폴러드역
- 제프 브리지스 - 찰스 S. 하워드 역
- 크리스 쿠퍼 - 톰 스미스 역
- 엘리자베스 뱅크스 - 마셀라 저발라하워드 역
- 게리 스티븐스 - 조지 울프 역
- 윌리엄 H. 메이시 - “틱톡” 매클로클린 역
- 마이클 오닐 - 폴러드 씨 역
- 데이비드 매컬러 - 해설

## 기타 제작진
- 공동 제작: 퍼트리샤 처칠
- 배역: 데브라 제인, 테리 테일러
- 미술: 지닌 오퍼월
- 의상: 주디아나 머코프스키